# Castelo de Raseborg
Castelo de Raseborg (em finlandês: Raaseporin linna, em sueco: Raseborgs slott) é um castelo medieval localizado em Snappertuna, cidade de Raseborg, Finlândia.
O castelo é mencionado pela primeira vez em documentos históricos de 1378. Foi abandonado no século XVI após a fundação de Helsinque, a elevação do terreno e o colapso de suas adegas de cerveja. O castelo foi originalmente construído em uma ilha fluvial ao longo da hidrovia que leva à Carélia. Devido à elevação do terreno, as ruínas do castelo estão agora no interior e o rio ficou significativamente atrofiado. Existem várias batalhas associadas à história do castelo. Desde o final do século XIX, o castelo foi restaurado várias vezes. A última restauração foi concluída em 1988. No entanto, não está claro como era o castelo original.

## História

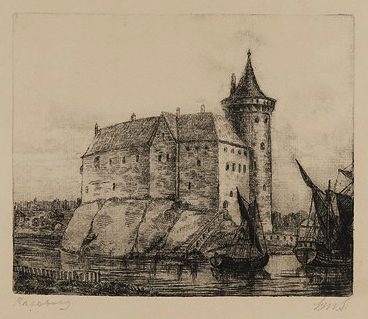
A observação de Magnus Schjerfbeck sobre como seria o Castelo de Raseborg no século XVI. Desenho de 1880

O historiador finlandês Jouko Vahtola considera que a fundação do Castelo de Raseborg tenha sido consequência das cruzadas alemãs nos países bálticos e teria sido fundado pelo sucessor do bispo Alberto de Riga, seu irmão, bispo Hermann I de Buxthoeven e os Irmãos Livônios da Espada. O nome Raseborg viria assim do nome da diocese de Ratzeburg perto de Lübeck, Alemanha.
O poderoso chefe do Conselho real e marechal sueco Bo Jonsson levantou os primeiros muros do local nas décadas de 1360 e 1370, quando Johannes Westfal era o bispo de Turku. Aparentemente, seu principal objetivo era proteger os interesses da Suécia no sul da Finlândia contra a influência da movimentada cidade hanseática de Tallinn, do outro lado do Golfo da Finlândia. O castelo experimentou seu esplendor no século XV, mas após a fundação de Helsinque, a importância de Raseborg diminuiu até ser abandonado em 1553. Uma nova tentativa de habitar o castelo ocorreu três anos depois. Após o colapso da adega de cerveja, alguns anos depois, o castelo foi abandonado novamente e começou a se deteriorar. A destruição da adega foi uma grande perda, pois a cerveja era um alimento importante na Idade Média.

## Arquitetura

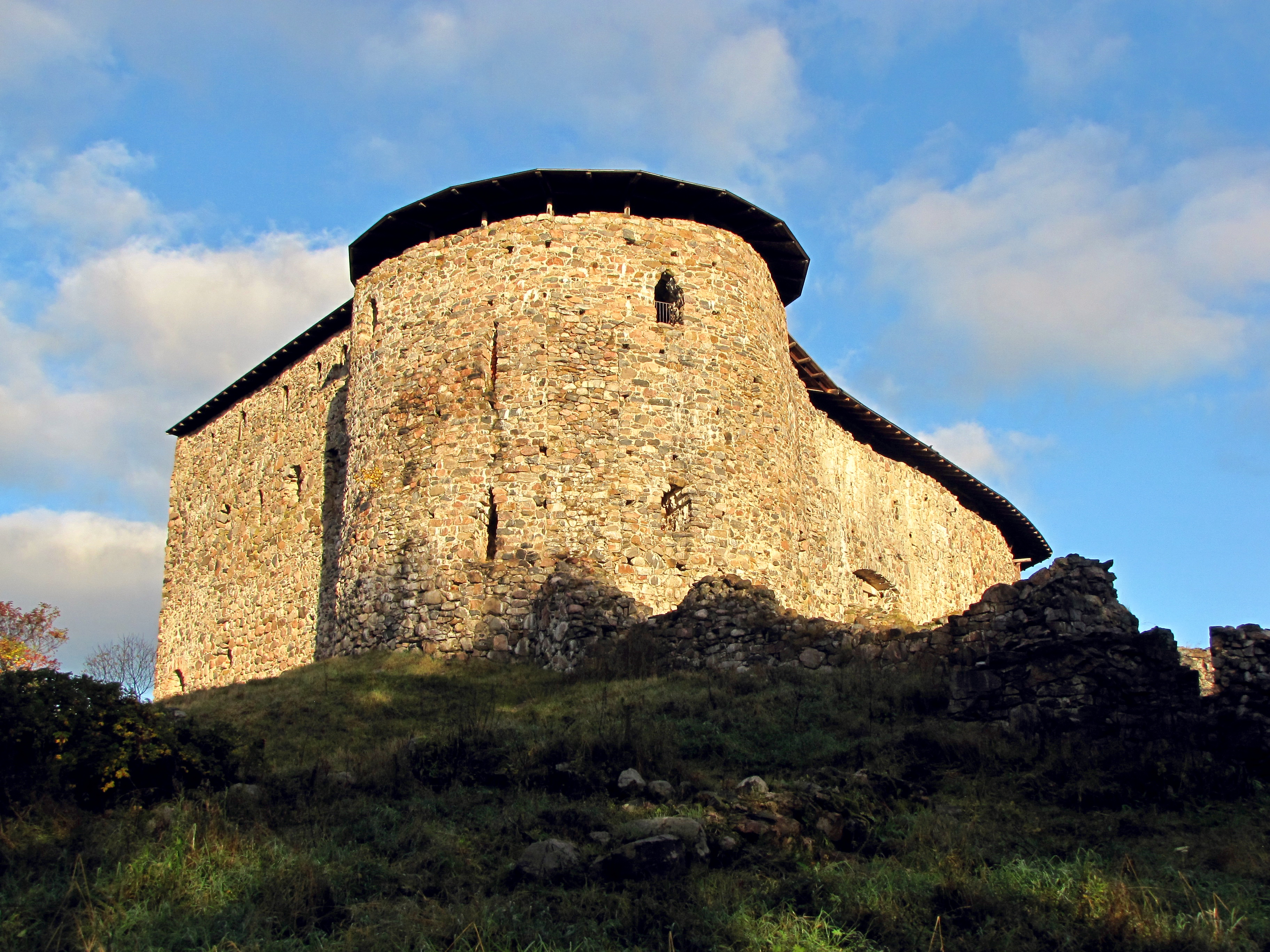
A torre redonda

O layout do castelo se assemelha a uma letra maiúscula 'D', com uma torre de menagem redonda de paredes grossas em um canto e a parte reta do D formando a fortaleza, e um pátio interno no centro. O castelo teve muralhas externas formando dois painéis. A muralha externa tinha uma torre quadrada e um barbacã.
As ruínas da muralha externa do castelo ainda existem. Segundo os historiadores, a muralha externa foi construída para proteger as fundações do próprio castelo. Quando o uso da artilharia se tornou mais comum, era vital proteger as muralhas básicas do castelo. Havia também mais uma proteção fora do castelo. Era uma barreira de madeira que cercava o castelo e impedia que navios estrangeiros se aproximassem do porto do castelo. Ainda existem algumas pequenas partes dessa barreira. As barreiras estão hoje no continente, mas no século XV elas estavam localizadas em uma península à beira-mar. O nível do mar diminuiu com o tempo devido ao ajuste pós-glacial, e tornou-se cada vez mais difícil abordar o castelo de barco. Esta é uma das principais razões pelas quais o castelo perdeu sua importância.

## Turismo

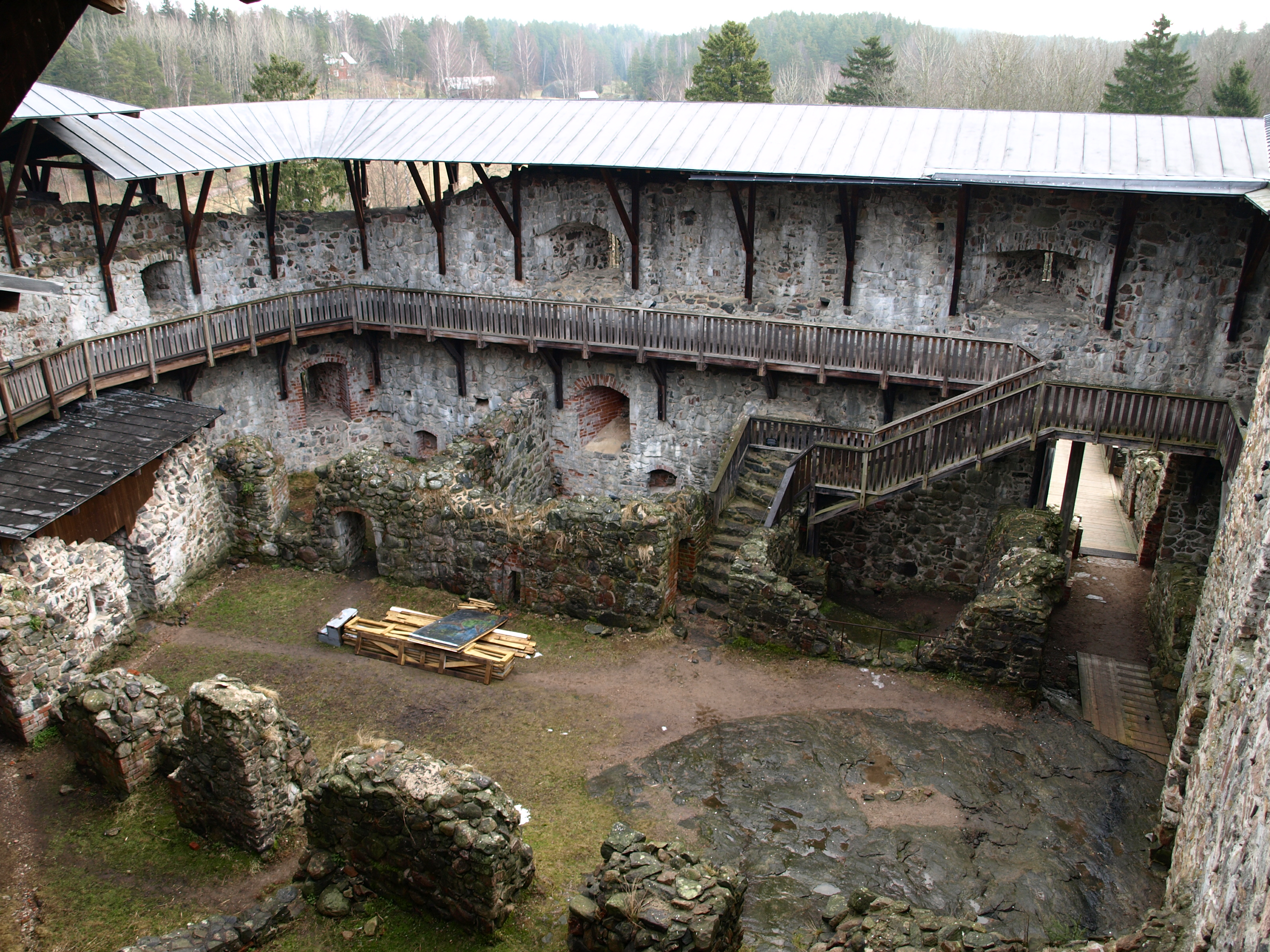
Vista interior

Batalhas foram travadas entre forças suecas e dinamarquesas e até piratas pelo controle do castelo na Idade Média. O castelo foi abandonado em 1553, três anos depois que Helsinque foi fundada em 1550 e se tornar estrategicamente mais importante. Os trabalhos de restauração começaram na década de 1890 e, atualmente, as ruínas do castelo estão abertas ao público.
Atualmente, pisos, escadas e galerias foram restaurados e cobertos por telhado. O castelo é usado como centro de cultura para excursões e apresentações. Há estacionamento, café e loja de lembranças.
Perto das ruínas do castelo, está um dos maiores palcos de teatro ao ar livre da Finlândia, o Raseborgs Sommarteater. O teatro foi fundado em 1966 e apresenta inúmeras peças em sueco todos os anos em julho, muitas vezes com uma conexão com a história do castelo.